# Египетско-йеменские отношения
Египетско-йеменские отношения — двусторонние дипломатические отношения между Египтом и Йеменом. 

## История
Первые контакты между египтянами и йеменцами произошли несколько сотен лет назад. Возможно одним из старейших свидетельств, указывающих на отношения двух стран является то, что египетский император Тутмос III получил дар от торговцев из йеменского племени. Йеменские торговцы были основным поставщиком ладана в древние египетские храмы. 
В 1962 году Гамаль Абдель Насер поддержал восставших во время военного переворота в Йемене, направленного против королевской власти. Началось египетско-саудовское противостояние на территории Йеменской Арабской Республики, в ходе которого Египет одержал победу, доставшуюся ему ценой больших финансовых и военных потерь. Порядка 75 000 военнослужащих Египта приняли участие в этом военном конфликте, из которых около 10000 погибли.